# منستون، کنت
منستون (به انگلیسی: Manston) یک روستا و محله مدنی در بریتانیا است که در Thanet واقع شده‌است. منستون ۱٬۱۳۸ نفر جمعیت دارد.